# Tokugawa Nariaki

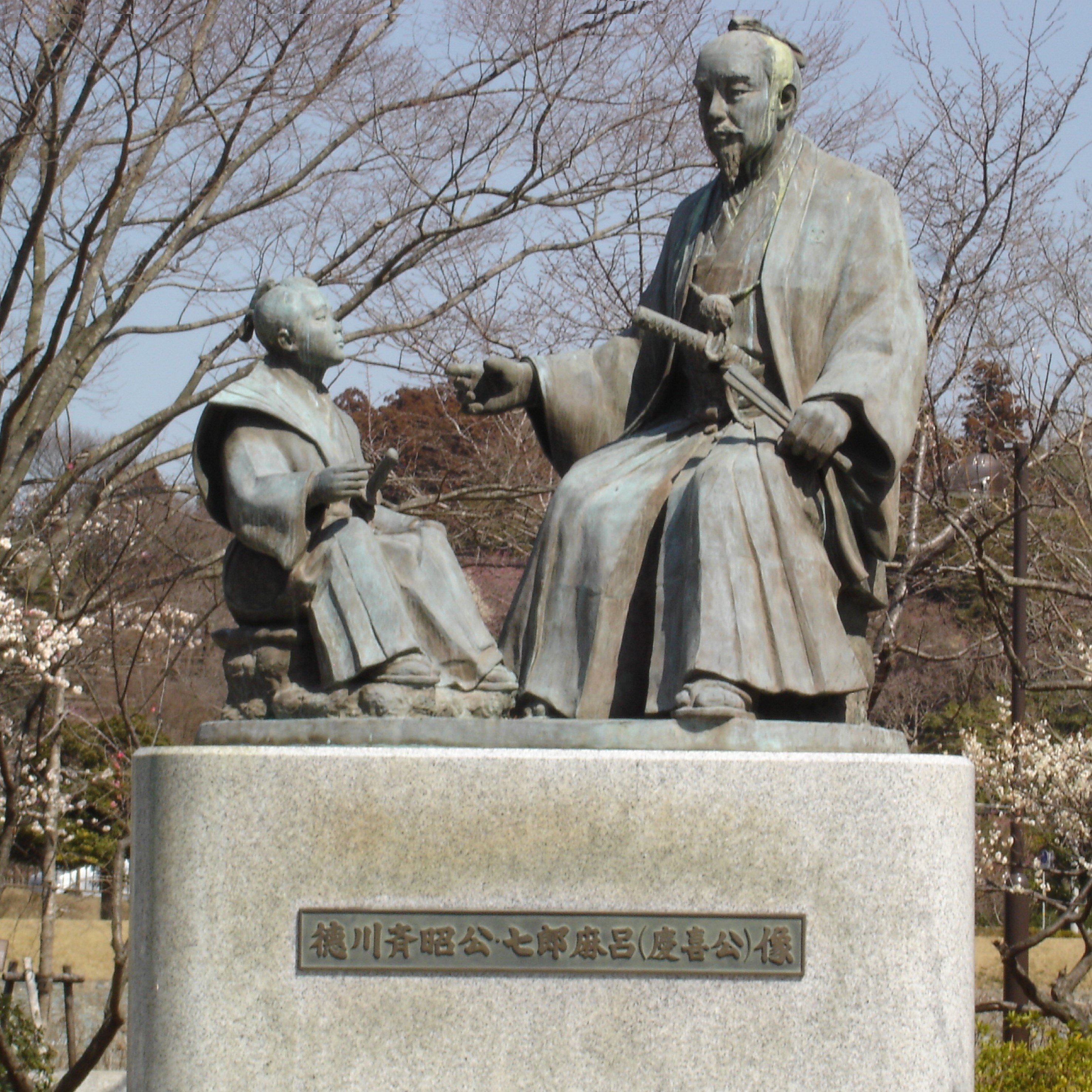
Nariaki rechts und Yoshinobu

Tokugawa Nariaki

Tokugawa Nariaki (japanisch 徳川 斉昭; * 4. April 1800; † 29. September 1860) war der 9. Daimyō des Mito-Lehen (nun Präfektur Ibaraki). Er war das Oberhaupt einer der „Drei Familien“ (御三家, Gosanke), die den Shōgun stellen konnten, falls die Hauptlinie ohne Erbe war.

## Leben und Wirken
Tokugawa Nariaki übernahm als Nachfolger 1829 die Mito-Domäne. Er führte eine Reihe von Reformen durch und gab wichtige Posten an erfahrene Mitarbeiter wie Aizawa Seishisai (会沢 正志斎; 1782–1863) und Fujita Tōko (1806–1855). 1841 richtete er die Kōdōkan-Schule ein, in der westliche Wissenschaften gelehrt und die Sonnō-jōi-Bestrebungen, also die Rückführung der höchsten Macht an den Kaiser vorangetrieben wurden. Nariakis Aktivitäten verärgerten das Tokugawa-Shogunat: er wurde 1844 als Daimyō abgesetzt und zu Hausarrest verurteilt. Er überließ daraufhin die Leitung der Domäne seinem Sohn Yoshiatsu, bis der Bann 1849 aufgehoben wurde.
Während der Aufregung, die mit dem Auftauchen der Schiffe des amerikanischen Admirals Perry 1853 verbunden war, wurde Nariaki vom Leiter der Verwaltung  des Shogunats, Abe Masahiro, gebeten, der Zentralregierung als Ratgeber bei der Küstenverteidigung zu dienen. Als es um die Nachfolge des kinderlos verstorbenen Shōgun Tokugawa Iesada ging, war Nariaki der Hauptvertreter der Hitotsubashi-Faktion. Diese Gruppe unterstützte Nariakis 7. Sohn, Yoshinobu, der von der Hitotsubashi-Familie, einem der Gosankyō der Tokugawa, adoptiert worden war. Nariaki geriet damit in einen Konflikt mit dem Kanzler Ii Naosuke, der Tokugawa Iemochi aus dem Haus der Wakayama-Zweigfamilie der Tokugawa für geeigneter fand und ihn 1858 als 14. Shōgun einsetzte. Ein weiterer Konflikt entzündet sich am Harris-Vertrag im selben Jahr: Nariaki kritisierte, dass der Vertrag ohne kaiserliche Unterschrift zustande gekommen war. Das Shogunat reagierte darauf mit der Verurteilung  Nariakis, der den Rest des Lebens im Hausarrest verbringen musste.
Postum erhielt Nariaki den Namen „Rekkō“ (烈公) – etwa „Starker Fürst“. Verehrt wird er im Tokiwa-Schrein in Mito als „Oshi-take-ō-kuni-no-mitate-no-mikoto“.
Nariakis Sohn Yoshinobu wurde nach dem frühen Tod von Iemochi 1866 doch noch Shōgun, musste aber schon nach zwei Jahren im Rahmen der Meiji-Restauration abdanken.